# Резня евреев в Гранаде
Резня евреев в Гранаде (30 декабря 1066 года или по еврейскому календарю 9 тевета 4827 года) — самая кровавая резня сефардских евреев иберийскими мусульманами на территории мусульманской Испании Аль-Андалус.
Во время еврейского погрома погибло более 4 тысяч человек. Поводом к резне послужило недовольство мусульманской толпы тем, что самый важный пост главного визиря при дворе гранадского эмира занял этнический еврей Юсуф ибн Нагрела, которому эмир был многим обязан. После данной резни золотой век евреев в Испании, равно как и относительное мирное сосуществование трёх общин (иудейской, христианской и мусульманской) в рамках исламского государства (так называемая конвивенсия), окончательно оборвались. Началась эпоха мусульманских, а затем и христианских гонений на евреев, продолжавшаяся до конца XV века. Завершило её полное изгнание евреев из Испании в 1492 и Португалии в 1497 годах.

## Предыстория
История еврейско-мусульманских отношений в мусульманской Испании имела долгий и сложный характер. Мусульманское завоевание Испании в начале VIII века не в последнюю очередь опиралось на поддержку местного еврейства, уставшего от дискриминации в вестготском государстве. Но усиление христианских королевств после X века вновь поставило евреев перед выбором. Это настораживало мусульман, поскольку они опасались того, что еврейство предпочтёт перейти на сторону более сильного соперника.
В условиях Реконкисты мусульманская община склонилась к радикализации и подозрительному отношению к любым иноверцам. Кроме того, ослабление центральной власти в Кордовском халифате и его распад на мелкие эмираты (тайфа) означало, что еврейская община в каждом городе или области теперь зависела от воли каждого конкретного эмира и его подданных и не имела более мощной господдержки. Особенно подозрительным стало отношение к евреям, занимавшим высокие посты.

## Нападения
Нападения мусульман на еврейские кварталы участились в начале XI века. В 1011, 1013 и 1035 годах они произошли в городе Кордова, в 1039 году в городе Сарагоса, но самой кровавой стала резня евреев в Гранаде (1066 год).
30 декабря 1066 года толпа разъярённых мусульман взяла штурмом дворец правителя в Гранаде, распяла еврейского визиря Юсуфa ибн Нагрела, а после этого принялась грабить и убивать большую часть еврейского населения города. 1500 еврейских семей или около 4000 человек были перебиты в один день. Лишь немногим удалось бежать.
После резни начинается постепенная эмиграция евреев на север, на христианские территории. Христианские лидеры поначалу радушно их принимали, так как евреи часто помогали им в борьбе с мусульманами. Однако, по мере завершения Реконкисты, они вновь стали лишними гражданами в христианских землях. В 1391 году массовая резня евреев потрясла христианскую Испанию, некоторое количество уцелевших евреев вновь нашло спасение в пока ещё мусульманской Гранаде, превратившейся в небольшой мусульманско-еврейский анклав на юге страны.